# Yarisleidis Cirilo Duboys
Yarisleidis Cirilo Duboys (10 de mayo de 2002) es una deportista cubana que compite en piragüismo en la modalidad de aguas tranquilas.
Participó en dos Juegos Olímpicos de Verano en los años 2020 y 2024, obteniendo una medalla de bronce en París 2024 en la prueba de C1 200 m. En los Juegos Panamericanos de 2023 consiguió una medalla de oro.
Ganó cuatro medallas en el Campeonato Mundial de Piragüismo entre los años 2021 y 2023.

## Palmarés internacional
| Juegos Olímpicos     | Juegos Olímpicos       | Juegos Olímpicos  | Juegos Olímpicos |
| Año                  | Lugar                  | Medalla           | Competición      |
| -------------------- | ---------------------- | ----------------- | ---------------- |
| 2024                 | París (Francia)        | Medalla de bronce | C1 200 m         |
| Campeonato Mundial   |                        |                   |                  |
| Año                  | Lugar                  | Medalla           | Competición      |
| 2021                 | Copenhague (Dinamarca) | Medalla de plata  | C2 200 m         |
| 2021                 | Copenhague (Dinamarca) | Medalla de bronce | C2 500 m         |
| 2022                 | Halifax (Canadá)       | Medalla de oro    | C2 200 m         |
| 2023                 | Duisburgo (Alemania)   | Medalla de oro    | C1 200 m         |
| Juegos Panamericanos |                        |                   |                  |
| Año                  | Lugar                  | Medalla           | Competición      |
| 2023                 | Santiago (Chile)       | Medalla de oro    | C1 200 m         |